# 孔讷
孔讷（1358年3月1日—1400年10月3日），字言伯，明朝曲阜人。孔子的第五十七代嫡长孙，生於元順帝至正十八年（1358年）正月二十一日，是衍圣公孔希学與元配董氏的独子。明太祖洪武十七年（1384年）袭封衍圣公。此后每年都要入朝觐见，位列文臣首位。建文二年（1400年）九月十六日過世，享年四十三歲:9。

## 家庭
- 元配：陳氏[1]:9-10
  - 長子：孔公鑑（1380年—1402年），建文二年（1400年）承襲衍聖公。
  - 次子：孔公铎
  - 三子：孔公钧
  - 四子：孔公镗
- 繼配：商氏
- 繼配：王氏（1363年—1449年）[註 1]

## 附註
1. ↑  「王氏，元至正二十三年十月十三日子時生，明英宗正統十四年三月初三日辰時卒，年八十七」